# UCI Africa Tour 2009-2010
El UCI Africa Tour 2009-2010 fue la sexta edición del calendario ciclístico internacional de África. Se disputaron 17 carreras, siendo sólo una de categoría .1, la Tropicale Amissa Bongo. También fueron parte del calendario las carreras en ruta y contrarreloj del Campeonato Africano de Ciclismo y por primera vez la contrarreloj por equipos. Se inició el 1 de octubre de 2009 en Camerún, con el Gran Premio de Chantal Biya y finalizó el 21 de mayo de 2010 en Eritrea con el Tour de Eritrea.
El ganador de la clasificación individual fue el marroquí Abdelati Saadoune, por equipos triunfó el sudafricano MTN Energade. Por países Marruecos fue el vencedor y Eritrea por países sub-23.

## Calendario
Contó con las siguientes pruebas, tanto por etapas como de un día.

### Octubre 2009
| Fecha   | Carrera                     | Cat. | Ganador           | Equipo del ganador     |
| ------- | --------------------------- | ---- | ----------------- | ---------------------- |
| 1 al 4  | Gran Premio de Chantal Biya | 2.2  | Peter van Agtmaal | Metec Cycling Team     |
| 23 al 1 | Tour de Faso                | 2.2  | Abdelati Saadoune | Selección de Marruecos |

### Noviembre 2009
| Fecha    | Carrera                                      | Cat. | Ganador                                                                         | Equipo del ganador     |
| -------- | -------------------------------------------- | ---- | ------------------------------------------------------------------------------- | ---------------------- |
| 4        | Campeonato Africano Contrarreloj por Equipos | CC   | Reinardt Janse van Rensburg Jay Robert Thomson Ian McLeod Christoff van Heerden | Selección de Sudáfrica |
| 6        | Campeonato Africano Contrarreloj             | CC   | Jay Robert Thomson                                                              | Selección de Sudáfrica |
| 8        | Campeonato Africano en Ruta                  | CC   | Ian McLeod                                                                      | Selección de Sudáfrica |
| 16 al 24 | Tour de Ruanda                               | 2.2  | Adil Jelloul                                                                    | Selección de Marruecos |

### Diciembre 2009
| Fecha    | Carrera         | Cat. | Ganador        | Equipo del ganador   |
| -------- | --------------- | ---- | -------------- | -------------------- |
| 16 al 20 | Tour de Eritrea | 2.2  | Bereket Yemane | Selección de Eritrea |

### Enero 2010
| Fecha    | Carrera                | Cat. | Ganador          | Equipo del ganador    |
| -------- | ---------------------- | ---- | ---------------- | --------------------- |
| 19 al 24 | Tropicale Amissa Bongo | 2.1  | Anthony Charteau | Bbox Bouygues Telecom |

### Febrero 2010
| Fecha    | Carrera         | Cat. | Ganador       | Equipo del ganador      |
| -------- | --------------- | ---- | ------------- | ----------------------- |
| 15 al 26 | Tour de Camerún | 2.2  | Milan Barenyi | Selección de Eslovaquia |

### Marzo 2010
| Fecha    | Carrera                 | Cat. | Ganador            | Equipo del ganador       |
| -------- | ----------------------- | ---- | ------------------ | ------------------------ |
| 7 al 13  | Tour de Malí            | 2.2  | Mouhssine Lahsaini | Selección de Marruecos   |
| 13 al 17 | Tour de Libia           | 2.2  | Ahmed Belgasem     | Selección de Libia       |
| 19       | Gran Premio de Al Fatah | 1.2  | Chris Opie         | Pendragon-Le Col-Colnago |
| 26 al 4  | Vuelta a Marruecos      | 2.2  | Dean Podgornik     | Loborika                 |

### Mayo 2010
| Fecha    | Carrera                                         | Cat. | Ganador             | Equipo del ganador           |
| -------- | ----------------------------------------------- | ---- | ------------------- | ---------------------------- |
| 7        | Challenge du Prince-Trophée Princier            | 1.2  | Roberto Richeze     | Tecnofilm-Betonexpressz 2000 |
| 8        | Challenge du Prince-Trophée de l'Anniversaire   | 1.2  | Mohammed El Ammouri | Selección de Marruecos       |
| 9        | Challenge du Prince-Trophée de la Maison Royale | 1.2  | Adriano Angeloni    | Tecnofilm-Betonexpressz 2000 |
| 17 al 21 | Tour de Eritrea                                 | 2.2  | Natnael Berhane     | Selección de Eritrea         |

## Clasificaciones

### Individual
| Posición | Ciclista                | Puntos |
| -------- | ----------------------- | ------ |
| 1        | Abdelati Saadoune       | 231    |
| 2        | Ian McLeod              | 202,66 |
| 3        | Mouhssine Lahsaini      | 174    |
| 4        | Adil Jelloul            | 154    |
| 5        | Mohammed Said Elammoury | 140    |
| 6        | Anthony Charteau        | 131    |
| 7        | Christoff Van Heerden   | 107,66 |
| 8        | Jay Robert Thomson      | 96,66  |
| 9        | Dean Podgornik          | 96     |
| 10       | Abdelbaset Hannachi     | 94     |

### Equipos
| Posición | Equipo                      | Puntos |
| -------- | --------------------------- | ------ |
| 1        | MTN Energade                | 253,32 |
| 2        | Bbox Bouygues Telecom       | 200    |
| 3        | Loborika                    | 130    |
| 4        | Cofidis, le Crédit en Ligne | 112    |
| 5        | Fly V Australia             | 96,66  |

### Países
| Posición | País      | Puntos |
| -------- | --------- | ------ |
| 1        | Marruecos | 935    |
| 2        | Sudáfrica | 930,64 |
| 3        | Eritrea   | 444    |
| 4        | Namibia   | 263,64 |
| 5        | Túnez     | 206    |

### Países sub-23
| Posición | País         | Puntos |
| -------- | ------------ | ------ |
| 1        | Eritrea      | 216    |
| 2        | Sudáfrica    | 95,66  |
| 3        | Túnez        | 56     |
| 4        | Burkina Faso | 44     |
| 5        | Namibia      | 21     |